# 24680 Alleven
24680 Alleven è un asteroide della fascia principale. Scoperto nel 1989, presenta un'orbita caratterizzata da un semiasse maggiore pari a 2,2800940 UA e da un'eccentricità di 0,0990096, inclinata di 5,85295° rispetto all'eclittica.